# Thằn lằn sọc đen
Thằn lằn sọc đen (danh pháp: Phelsuma nigristriata) là một loài thằn lằn trong họ Gekkonidae. Loài này được Meier mô tả khoa học đầu tiên năm 1984.

## Hình ảnh

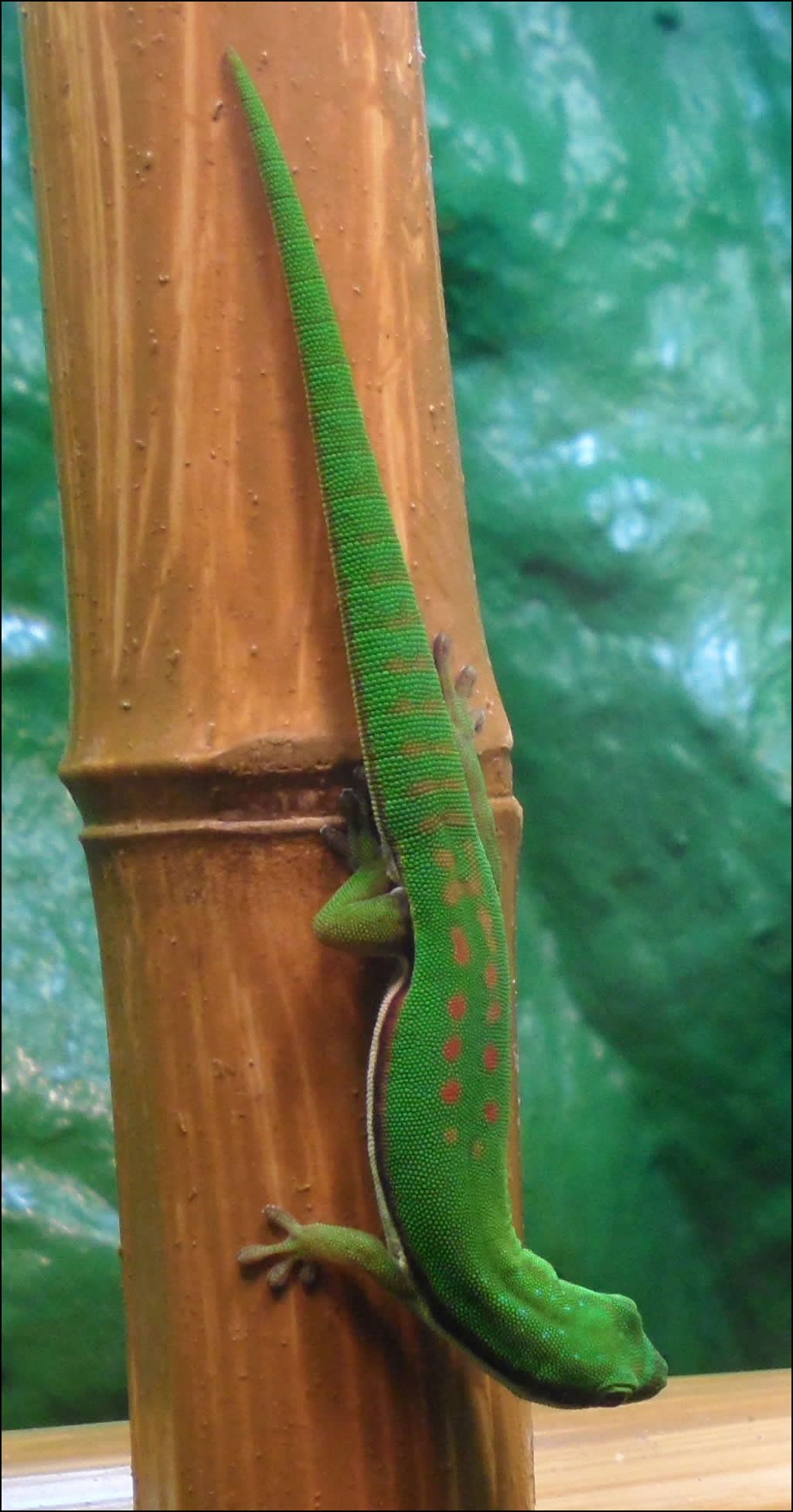
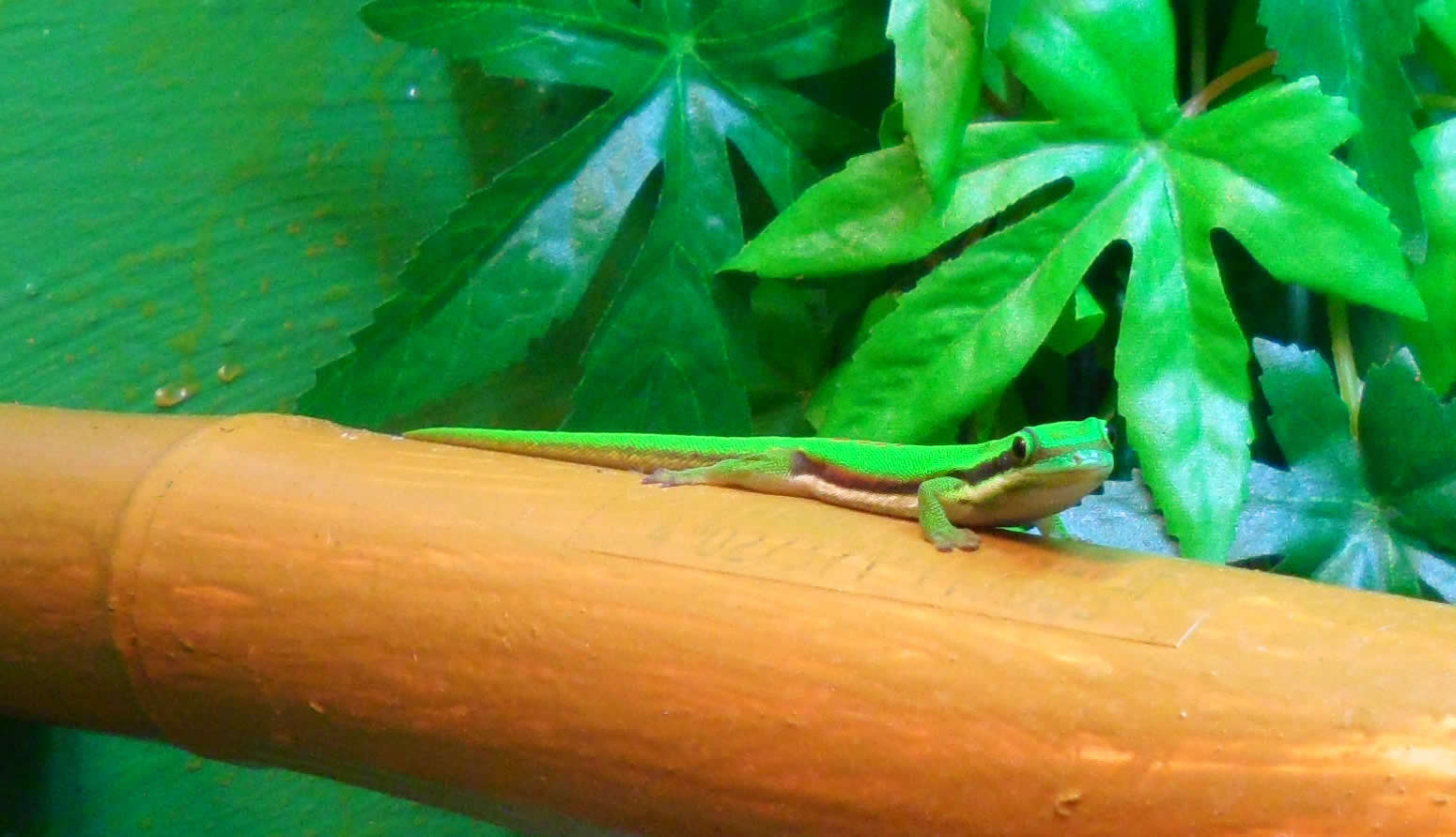